# Scoparia ancipitella
Scoparia ancipitella is een vlinder uit de familie grasmotten (Crambidae). De wetenschappelijke naam is voor het eerst geldig gepubliceerd in 1855 door La Harpe.
De soort komt voor in Europa.